# Make Model
Make Model fue una banda formada en la ciudad de Glasgow y formalmente contratada por la compañía discográfica EMI.
Hasta el momento, han lanzado un total de 3 singles. El lanzamiento de su álbum debut estaba planeado para el año 2008, sin embargo, actualmente no hay planes para lanzarlo.

## Historia
La banda se formó en octubre del 2006, y en marzo del 2007 realizaron su primer show. Desde entonces, ellos han tocado en una gran variedad de festivales, entre los que destacan T in the Park y los festivales de Reading y Leeds, además de compartir gira con bandas comp Fratellis, Malcolm Middleton, British Sea Power y Blood Red Shoes.
Su sencillo debut "The LSB" fue lanzado en la discográfica personal de la banda, The Biz Records, mientras que el segundo sencillo "The Was", fue su debut formal con la discográfica EMI, y fue mezclado por James Ford de Simian Mobile Disco.
Fue anunciado en la página web de la banda en junio del 2008 la decisión de Lewis de dejar la banda, lo cual pondría en duda el futuro de la banda.
En febrero del 2009, la banda anunciaría en su página web oficial su separación.
En octubre del 2009, Frightened Rabbit reveló que Gordon Skene, antiguo miembro de Make Model, se uniría a su banda.

## Discografía
- "The LSB" - The Biz - 9 de julio de 2007

- "The Was" - EMI - 19 de noviembre de 2007

- "The LSB" (relanzamiento) - EMI - 21 de abril de 2008